# アルゼンチナ病
アルゼンチナ病（アルゼンチナびょう）は牛バベシア(Babesia bovis)の寄生を原因とするウシの感染症である。名は病原体の学名がかつてBabesia argentinaとされていたことによる。日本では家畜伝染病予防法により、ダニ熱ほかとともにピロプラズマ症として法定の家畜伝染病になっている。

## 原因
アピコンプレックス門ピロプラズマ目バベシア科に属する原虫の寄生を原因とする。一宿主性のダニであるオウシマダニによって媒介される。

## 疫学
南米、オーストラリア、東南アジアに分布し、日本では沖縄県において発生が記録されている。牛にダニ熱を引き起こすフタゴバベシア(Babesia bigemina)との混合感染が多い。

## 症状
幼牛よりも成牛の方が感受性が高い。40～42℃の発熱、貧血、黄疸、血色素尿のほか、興奮、麻痺などの神経症状を示す（脳性バベシア症）。ダニ熱は神経症状を示さない。

## 診断
臨床症状、疫学的所見などを総合して診断する。

## 治療
トリパンブルー、アクリフラビンが用いられる。